# Пелкас, Димитриос
Димитриос Пелкас (греч. Δημήτρης Πέλκας; 26 октября 1993, Яница, Греция) — греческий футболист, полузащитник клуба «ПАОК» и сборной Греции.

## Клубная карьера
Пелкас — воспитанник клуба ПАОК. 2 августа 2012 года в отборочном матче Лиги Европы против израильской «Бней Иегуды» он дебютировал за основной состав. 9 августа в ответном поединке Димитриос забил свой первый гол за ПАОК. 3 сентября в матче против столичного «Атромитоса» он дебютировал в греческой Суперлиге. Летом 2013 года для получения игровой практики Пелкас на правах аренды перешёл в «Аполлон» из Каламарьи. 30 сентября в матче против «Пиерикоса» он дебютировал в греческой футбольной лиге. 6 октября в поединке против «Анагенниси» из Яницы Димитриос забил свой первый гол за «Аполлон». 12 января 2014 года в матче против «Анагенниси» он сделал хет-трик.
Летом 2014 года Пелкас был отдан в аренду в португальскую «Виторию Сетубал». 17 августа в матче против «Риу Аве» он дебютировал в Сангриш лиге. 4 января 2015 года в поединке против «Морейренсе» Димитриос забил свой первый гол за «Виторию Сетубал».
После окончания аренды Пелкас вернулся в ПАОК и закрепился в основном составе. 8 декабря 2016 года в матче Лиги Европы против либерецкого «Слована» он отметился забитым мячом. В том же сезоне Димитриос помог клубу выиграть Кубок Греции, а через год повторил достижение. 8 августа 2018 года в матче квалификации Лиги чемпионов против московского «Спартака» он отметился забитым мячом. 8 января 2020 года подписал контракт с Фенербахче. Не стал продлевать контракт с Фенербахче в 2024. Подписал контракт с Истанбул Башакшехир сроком на 4 года.

## Международная карьера
В 2013 году в составе молодёжной сборной Греции Пелкас принял участие в молодёжном чемпионате мира в Турции. На турнире он сыграл в матче против сборной Парагвая.
8 октября 2015 года в отборочном матче чемпионата Европы 2016 против сборной Северной Ирландии Пелкас дебютировал за сборную Греции.

## Достижения
ПАОК
- Обладатель Кубка Греции (3): 2016/17, 2017/18, 2018/19
- Чемпион Греции: 2018/19